# イスラエル国防軍の階級
イスラエル国防軍の階級（イスラエルこくぼうぐんのかいきゅう）では、イスラエル国防軍（IDF、以下イスラエル軍）の階級について述べる。
イスラエル軍の階級は陸軍・航空宇宙軍（空軍）・海軍・その他の組織で名称がすべて同じという点で特徴的である。階級は武装組織ハガナー時代のものから流用されているため諸外国と比べてやや階級が省略されており、イスラエル軍の最高階級は「ラヴ・アルーフ」（中将）で、参謀総長のみがこの階級に就くことができる。

## 現在の階級

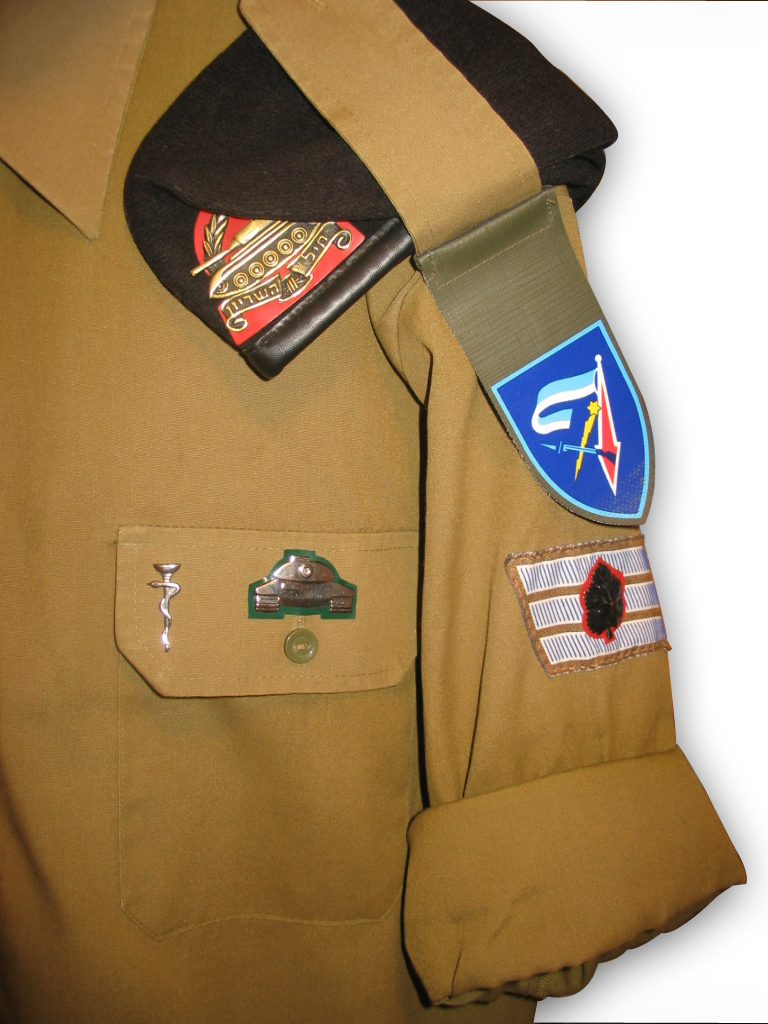
第7機甲旅団所属の「サマル・リション」（三等軍曹）の軍服。

士官（クトチニム、ヘブライ語: ktzinim,קצינים）
志願兵のうち、士官育成過程を修了した者を指す。兵役期間は最低4年間、48か月間（パイロットは9年間）である。俸給は能力と勤務期間に応じて決められる。少尉から中尉へ昇進するのに約1年、中尉から大尉へ昇進するのに約3年かかる。大学教育を受けていない士官の昇進は最大で少佐までとなっている。陸軍士官はブロンズメタル（2002年より低視認性ブラックメタルに変更）の階級章を、空軍士官はシルバーメタルの階級章を、海軍士官はゴールドメタルまたは金モールの階級章を持つ。大学未終了の士官の最高位は「ラヴ・セレン」（少佐）であるが、イスラエル軍は大抵それらの士官に教育コースを設けている。
専門士官 (クトチニム・アカデマイム、ヘブライ語: ktzinim akademaim,קצינים אקדמאים)
専門コース（工学、医療、司法など）履修のために士官育成過程に遅れが出ている者に与えられる特別階級。「カチン・ミクトソイ・アカデマイ（カマ）」は少尉と同等の、「カチン・アカデマイ・バキール（カアブ）」は中尉と同等の扱いを受け、昇進も通常の階級と同じ扱いを受ける。通常士官の階級章（尉官）には月桂樹（アロノット）の模様があるのに対し、専門士官の階級章には巻物（メジロット）の模様がある。
下士官（ナガディム、ヘブライ語: nagadim,נגדים）
志願兵のうち、兵役満了後も軍務を続けることに同意した専任下士官のこと。 多くの場合部隊本部付に任命される。「准士官」の意である「ナガド」とは聖書に登場する「指導者」の意の「ナギド」の変化形である。
兵（ホグリム、ヘブライ語: hogrim,חוגרים）
徴集兵と野戦下士官を指す。イスラエルには全ユダヤ人とドルーズ人に男女とも18歳からの兵役義務（猶予を受けている場合を除く）があり、キリスト教徒、イスラム教徒、チェルケス人には兵役義務はないが、17歳から志願が認められる。男性は36か月間（3年間） 、女性は24か月間（2年間）の兵役期間がある。イスラエル軍では兵の階級は役職や任務というよりは兵役期間によって決まり、徴兵より4～12か月で「ラヴ・トゥーラル」（伍長）に昇進し、8～24か月で「サマル」（三等軍曹）に昇進、24～32か月で「サマル・リション」（二等軍曹）に昇進する（すなわち、兵役期間が2年間の女性にとって「サマル」が最高階級である）。
班を指揮する野戦下士官（サマル、サマル・リション）は「マサク(mashak)」と呼ばれるが、これは「下士官」と直訳される語の略称である（フランス語で「チーフ(chief)」を「シェフ(shef)」と略称するのと同じ）。
訓練兵（チロニム、tironim）
徴用され軍務に付く前に、すべての兵士が数日～数週間の基礎訓練コースを受け、市民から兵士への「変化」をしなければならない。この過程は「チロニット」（ブートキャンプの意）と呼ばれ、訓練兵のことを「チロン」（新兵）と呼ぶ。訓練兵は「トゥーラル」（二等兵、アメリカ軍E-1に相当）の階級を持つが、誤って一般階級と混同されることもある。the same rank and paygrade as newly trained conscripts. 訓練兵は軍服の肩章に青いストライプで縁どられた線状の階級章を、ベレー帽にダイヤモンド状の「訓練中」を表すバッジをつける（コース修了時に兵科バッジと交換される）。
士官・兵ともに兵役満了後、予備役として編入され、男性は41～51歳まで、女性は24歳まで予備役につく。
| 分類                                                               | 階級の名称、主な役職、日本語訳、同等のアメリカ軍、NATO軍階級 | 肩章（陸軍、空軍、海軍） | 肩章（陸軍、空軍、海軍） | 肩章（陸軍、空軍、海軍） |
| ------------------------------------------------------------------ | --- | ------------------------ | ------------------------ | ------------------------ |
| 将官 קציני מטה                                                     | ラヴ・アルーフ（ラアル） (רב-אלוף (רא"ל Rav aluf (Ra'al) 参謀総長 中将(Lieutenant General)、NATO OF-8に相当 「ラヴ・アルーフ」とは「総司令官(chief general)」の意 |                          |                          | [ 3 ]                    |
| 将官 קציני מטה                                                     | アルーフ אלוף Aluf 陸軍、空軍、海軍司令官、方面軍司令官 少将(Major General)、NATO OF-7に相当 「アルーフ」とは「将官(general)」の意 |                          |                          |                          |
| 将官 קציני מטה                                                     | タット・アルーフ（タアル）（1968年より導入） (תת-אלוף (תא"ל Tat aluf (Ta'al) 軍兵科司令官、師団長 准将(Brigadier General)、NATO OF-6に相当 「タット・アルーフ」とは「下級将官(subordinate general)」の意                                                                                                   |                          |                          |                          |
| 佐官 קצינים בכירים                                                 | アルーフ・ミシュネ（アラム） (אלוף משנה (אל"מ Aluf mishne (Alam) 師団幕僚、旅団長 大佐(Colonel)、NATO OF-5に相当 「アルーフ・ミシュネ」とは「初級将官(junior general)」の意 |                          |                          |                          |
| 佐官 קצינים בכירים                                                 | スガン・アルーフ（サール） (סגן-אלוף (סא"ל Sgan aluf (Sa'al) 旅団幕僚、大隊長 中佐(Lieutenant Colonel)、NATO OF-4に相当 「スガン・アルーフ」とは「将官代理 (deputy general)」の意 |                          |                          |                          |
| 佐官 קצינים בכירים                                                 | ラヴ・セレン（ラサン） (רב סרן (רס"ן Rav seren (Rasan) 大隊幕僚 少佐(Major)、NATO OF-3に相当 「ラヴ・セレン」とは「部隊総指揮官(chief military commander)」の意 |                          |                          |                          |
| 尉官 קצינים זוטרים                                                 | セレン סרן Seren 中隊長 大尉(Captain)、NATO OF-2に相当 「セレン」とは「部隊長(captain)」「部隊指揮官(military commander)」の意 |                          |                          |                          |
| 尉官 קצינים זוטרים                                                 | セゲン סגן Segen セゲン・リション（サガール）（1948～1951の名称） (סגן ראשון (סג"ר Segen rishon (Sagar) 副中隊長、小隊長 中尉(First Lieutenant)、NATO OF-1に相当 「セゲン・リション」とは「中尉(lieutenant first class)」の意で、「セゲン」とは「副官(deputy)」の意                                        |                          |                          |                          |
| 尉官 קצינים זוטרים                                                 | セゲン・ミシュネ（サガム） (סגן-משנה (סג"מ Segen mishne (Sagam) セゲン（1948～1951の名称） סגן Segen 小隊長 少尉(Second Lieutenant)、NATO OF-1に相当 「セゲン・ミシュネ」とは「少尉(junior lieutenant)」の意                                                                                               |                          |                          |                          |
| 専門士官 クトチニム・アカデマイム קצינים אקדמאים Ktzinim akademaim | カチン・アカデマイ・バキール（カアブ） (קצין אקדמאי בכיר (קא"ב Katzín akademai bakhír (Ka'ab) 予備役一級専門士官 （医務将校、歯科医将校、獣医将校、司法将校、宗教将校） 名誉中尉(Brevet First Lieutenant)に相当 「カチン・アカデマイ・バキール」とは「上級専門士官(Senior academic officer)」の意          |                          |                          |                          |
| 専門士官 クトチニム・アカデマイム קצינים אקדמאים Ktzinim akademaim | カチン・ミクトソイ・アカデマイ（カマ） (קצין מקצועי אקדמאי (קמ"א Katzín miktsoí akademai (Kama) 予備役二級専門士官 （医務将校、歯科医将校、獣医将校、司法将校、宗教将校） 名誉少尉(Brevet Seco Lieutenant)に相当 「カチン・ミクトソイ・アカデマイ」とは「職務専門士官(Professional academic officer)」の意 |                          |                          |                          |
| 下士官 ナガディム נגדים Nagadim                                    | ラヴ・ナガド（ラナグ）（1993年から導入） (רב-נגד (רנ"ג Rav nagad (Ranag) 陸軍最上級曹長(Sergeant Major of the Army)、NATO OR-9に相当 「ラヴ・ナガド」とは「准士官(chief warrant officer)」「最上級下士官(chief NCO)」の意                                                                                  |                          |                          |                          |
| 下士官 ナガディム נגדים Nagadim                                    | ラヴ・ナガド・ミシュネ（ラナム） (רב-נגד משנה (רנ"מ Rav nagad mishne (Ranam) （2011年より導入） 最上級曹長(Command Sergeant Major)、NATO OR-9に相当 「ラヴ・ナガド・ミシュネ」とは「下級准士官(junior chief warrant officer)」「上級下士官(junior chief NCO)」の意                                         |                          |                          |                          |
| 下士官 ナガディム נגדים Nagadim                                    | ラヴ・サマル・バキール（ラサブ） (רב-סמל בכיר (רס"ב Rav samal bakhír (Rasab) 連隊・旅団先任下士官 上級曹長(Sergeant Major)、NATO OR-9に相当 「ラヴ・サマル・バキール」とは「再先任曹長(senior chief sergeant)」の意                                                                                        |                          |                          |                          |
| 下士官 ナガディム נגדים Nagadim                                    | ラヴ・サマル・リション（ラサール） (רב-סמל ראשון (רס"ר Rav samal rishon (Rasar) 大隊先任下士官 曹長(Master sergeant)、NATO OR-8に相当 「ラヴ・サマル・リション」とは「上級一等曹長(chief sergeant first class)」の意                                                                                       |                          |                          |                          |
| 下士官 ナガディム נגדים Nagadim                                    | ラヴ・サマル・ミトカデム（ラサム） (רב-סמל מתקדם (רס"מ Rav samal mitkadem (Rasam) 中隊先任下士官 先任曹長(First Sergeant)、NATO OR-8に相当 「ラヴ・サマル・ミトカデム」とは「先任上等曹長(advanced chief sergeant)」の意                                                                                   |                          |                          |                          |
| 下士官 ナガディム נגדים Nagadim                                    | ラヴ・サマル（ラサル） (רב-סמל (רס"ל Rav samal (Rasal) 小隊軍曹 一等軍曹(Sergeant First Class)、NATO OR-7に相当 「ラヴ・サマル」とは「上級軍曹(chief sergeant)」の意 |                          |                          |                          |
| 兵 ホグリム חוגרים Hogrim                                          | サマル・リション（サマール） ( סמל ראשון (סמ"ר Samal rishon (Samar) 分隊長 二等軍曹(Staff sergeant)、NATO OR-6に相当 「サマル・リション」とは「一等軍曹(sergeant first class)」の意（ただしラヴ・サマルが一等軍曹である）                                                                                  |                          |                          |                          |
| 兵 ホグリム חוגרים Hogrim                                          | サマル סמל Samal 班長 三等軍曹(Sergent)、NATO OR-5に相当 「サマル」とは「臨時副官」を意味する 「セゲン・ミクッツ・ラミンヤン(segen mi-khutz la-minyan)」の略 |                          |                          |                          |
| 兵 ホグリム חוגרים Hogrim                                          | ラヴ・トゥーラル（ラバット） (רב טוראי (רב"ט Rav turai (Rabat) 班長 伍長(Corporal)、NATO OR-4に相当 「ラヴ・トゥーラル」とは「先任伍長(chief private)」の意 |                          |                          |                          |
| 兵 ホグリム חוגרים Hogrim                                          | トゥーラル טוראי Turai 訓練兵 一等兵(Private E-2)、二等兵(Private)、NATO OR-2に相当 「トゥーラル」とは「二等兵(private)」の意 | 無し                     | 無し                     | 無し                     |

## 廃止された階級
メマレイ・マコン・カチン（ヘブライ語: Memalei makom katzín,ממלא מקום קצין） - 見習士官
「メマレイ・マコン・カチン」（見習士官）の階級は1960年代に創設された。「サガム」（少尉）より下の階級とされ、士官着任前の基礎準備を完了した士官候補生のうち、何らかの理由で士官履修コースが受けられなくなった者、専門士官試験に失格した者、合格したものの合格ラインぎりぎりで指揮官として問題がある者を指した。一般の士官階級に付けるまでの士官の最下位を占めた。専門士官試験に合格し、かつ指揮官として適切なものは昇進し、一般の士官となった。1994年廃止。
ラヴ・トゥーラル・リション（ヘブライ語: Rav turái rishón,רב טוראי ראשון） - 一等伍長
「ラヴ・トゥーラル・リション」（一等伍長）の階級は1972年から1982年の間使われた。この時期下士官層の拡大が図られ、兵役満了後は予備役として編入される予定であった。
トゥーラル・リション（ヘブライ語: Turai rishon,טוראי ראשון） - 上等兵
「トゥーラル・リション」（上等兵）の階級は現役兵では1990年に、予備役兵でも1999年に廃止された。「トゥーラル」（一等兵）は10か月間（6か月間後方勤務、4か月間前線勤務）の兵役ののち、「ラヴ・トゥーラル」（伍長）に昇進する。なお戦闘部隊の伍長は「サマル・リション」（三等軍曹）に昇進するまで伝統的に階級章をつけないことが多い。
| 分類 | 階級名 | 肩章 | 肩章 | 肩章 |
| ---- | --- | ---- | ---- | ---- |
| 廃止 | メマレイ・マコン・カチン（ママク）（1960年～1994年） (ממלא מקום קצין (ממ"ק Memalei makom katzín (Mamak) 見習士官（少尉より下） 「メマレイ・マコン・カチン」とは「適任な士官」の意 （「メマレイ・マコン」は直訳で「代理人」の意） |      |      |      |
| 廃止 | ラヴ・トゥーラル・リション（ラタール）（1972年～1982年） (רב טוראי ראשון (רט"ר Rav turái rishón (Ratár) 一等伍長(First corporal)、 NATO OR-3に相当 「ラヴ・トゥーラル・リション」とは「先任伍長(chief private first class)」の意 |      |      |      |
| 廃止 | トゥーラル・リション（タラシュ）（1948年～1999年） (טוראי ראשון (טר"ש Turai rishon (Tarash) 上等兵(Private First Class)、NATO OR-3に相当                                                                                         |      |      |      |

## 注
1. ↑  「少将」に相当する階級が日本では陸上自衛隊で「陸将補」、航空自衛隊で「空将補」、海上自衛隊で「海将補」と呼んだり、アメリカでも陸軍・空軍・海兵隊は"Major General"と呼ぶのに対し海軍・沿岸警備隊では"Rear Admiral Upper Half"と呼ぶなど、微妙に呼称が異なる。